# 卡塔琳娜·卡爾斯多特·瓦薩
卡塔琳娜·卡爾斯多特·瓦薩（瑞典語：Katarina Karlsdotter Vasa；1584年11月10日—1638年12月13日），卡爾九世的三女。在弟弟古斯塔夫二世·阿道夫逝世後，撫養其年幼的女兒克里斯蒂娜女王。

## 家庭
1615年，卡塔琳娜與普法爾茨-克萊堡伯爵約翰·卡西米爾結婚，兩人共有3子4女：
- 克里斯蒂娜·瑪格達萊娜（1616年—1662年），巴登-杜拉赫藩侯夫人
- 卡爾·弗里德里希（1618年—1619年），夭折
- 伊莉莎白·阿馬莉（1619年—1628年），夭折
- 卡爾十世·古斯塔夫（1622年—1660年），1654年繼位為瑞典國王
- 瑪麗亞·歐弗羅西納（1625年—1687年）
- 埃莱奥诺雷·卡塔琳妮（1626年—1692年）
- 阿道夫·約翰（1629年—1689年），普法爾茨-克萊堡伯爵